# Озёрный плоскохвост
Озёрный плоскохвост, или крайт Крокера (лат. Laticauda crockeri) — змея из подсемейства морские змеи.
Эндемик Соломоновых Островов. Живёт только в озере Тегано, расположенном на острове Реннелл, и нигде больше. Занесён в международную Красную книгу.
Ядовит. Один из двух видов морских змей, живущих в пресной воде.